# コートジボワールにおけるコーヒー生産
コートジボワールにおけるコーヒー生産は、コーヒーがコートジボワール2位の輸出品目であることから、コートジボワール経済にとって重要な存在である。1970年代、1980年代を通じてアフリカ最大の生産国であり、世界最大のロブスタ種生産国の一つであった。

## 歴史
コートジボワールにはフランス植民政府によって19世紀にコーヒーの栽培が開始された。第二次世界大戦後、コーヒーの生産量は1945年の36,000トンから1958年には112,500トンにまで増加し、1960年の独立後、コーヒー生産は1970年代に最盛期を迎え、ブラジル、コロンビアに次ぐ世界第3位のコーヒー生産国となった。コーヒー生産・政策はフランス領西アフリカ時代に始まったため、フランスのコーヒー業者が進出している。

## 生産
コートジボワールで生産されているコーヒーの殆んどはロブスタコーヒーノキである。
国際連合食糧農業機関の統計データベース（FAOSTAT）によるコーヒー豆の生産量は（焙煎されていないもの）は以下の表のようになっている。
| 年   | コーヒー生産量 (トン) |
| ---- | --------------------- |
| 1965 | 202,105               |
| 1970 | 279,610               |
| 1975 | 270,400               |
| 1980 | 249,608               |
| 1985 | 277,082               |
| 1990 | 285,164               |
| 1995 | 194,968               |
| 2000 | 380,000               |
| 2005 | 230,000               |
| 2010 | 94,372                |
| 2011 | 32,291                |
| 2012 | 121,426               |
| 2013 | 103,743               |

焙煎されていないロブスタ種の生産高は2000年に380,000トンでピークに到達した。その後、生産量は政情不安が続いた10年以上の間に減少した。2014年、農務大臣は2020年までに現在の4倍の400,000トンの生産高を目指す新たな計画を発表した。

## 脚註
1. 1 2  “Fifteen Ivory Coast Coffee and Cocoa Regulators Sentenced to Prison”. Daily Coffee News. (2013年11月6日) 2015年6月5日閲覧。
2. ↑  Hamilton 2004, p. 60.
3. ↑  “Coffee From Around The World”.   National Coffee Association of U.S.A., Inc.. 2015年6月4日閲覧。
4. 1 2  Habeeb 2014, p. 55.
5. ↑  Thurston, Morris & Steiman 2013, p. 253.
6. ↑  Skinner 1964, p. 5.
7. ↑  “Ivory Coast targets coffee production of 400,000 T by 2020”. ロイター通信. (2014年11月18日) 2015年6月5日閲覧。
8. ↑  FAOSTAT Dataset search (Côte d'Ivoire, green coffee, all years) for data through 2011. For data after 2011, data is from FAOSTAT3 dataset.
9. 1 2 3  Ivory Coast targets coffee production of 400,000 T by 2020ロイター通信 (November 18, 2015)